# متیل اکونیدین
متیل اکونیدین (به انگلیسی: Methylecgonidine) با فرمول شیمیایی C۱۰H۱۵NO۲ یک ترکیب شیمیایی با شناسه پاب‌کم ۱۱۹۴۷۸ است. که جرم مولی آن 181.232 g/mol می‌باشد. 